# Merete Lien
Merete Lien (ur. 20 kwietnia 1952 w Bergen) – norweska pisarka, autorka sagi Zapomniany ogród (Rosehagen) oraz sagi Dzieci sztormu (Barn av stormen).

## Opublikowane powieści
- Bak mørket (1996)
- Vinterlys (1998)
- cykl Barn av stormen (2000-2006)
- Kongens bror (2003)
- cykl Rosehagen (2006-2016)